# 山嵜泰正
山嵜 泰正（やまざき やすまさ、1936年（昭和11年）月日不明 - 2015年（平成27年）7月）は、京都市出身の郷土史研究家。説話・伝承学会、京都地名研究会、世界鬼学会などの学会に所属した。
京都市立堀川高等学校から立命館大学へ進学し、同大学院（法学修士）卒業後は京都府立大江高等学校を経て京都教育大学付属高等学校にて教鞭、加えて京都教育大学の非常勤講師を兼務。定年退官後は京都文教大学の非常勤講師を経て、京都リビング新聞カルチャー講座、ラボール学園（京都勤労者学園）、生涯学習センター（京都市、宇治市）にて「歴史・説話」「歴史人物伝」の講師を勤めた。
2006年（平成18年）に長編小説『三木パウロ:安土セミナリオ第一期生』で第16回紫式部市民文化賞（宇治市）を受賞。

## 書籍

### 著作
- 『京キリシタンの伝承を歩く』ふたば書房、2014年。ISBN 978-489320-184-3。
- 『説話伝承はおもしろい』ふたば書房、2013年。ISBN 978-4-89320-182-9。
- 『幕末から明治近代化へ:京の伝承を歩く』ふたば書房、2012年。ISBN 978-4-89320-181-2。
- 『清盛・義経:ゆかりの人と伝承地』ふたば書房、2011年。ISBN 978-4-89320-180-5。
- 『信長・秀吉、京の城と社寺』ふたば書房、2011年。ISBN 978-4-89320-179-9。
- 『京・嵯峨嵐山の伝承を歩く』ふたば書房、2008年。ISBN 978-4-89320-176-8。
- 『三木パウロ:安土セミナリオ第一期生』宇治市文化自治振興課、2006年。
- 『おもしろ鬼学』北斗書房、2003年a。ISBN 4-89467-074-7。
- 『小町の謎』ふたば書房、2002年。ISBN 4-89320-169-7。
- 『京・寺町通りの伝承を歩く』ふたば書房、2001年。ISBN 4-89320-166-2。
- 『鬼の多面性:そのユーモアとペーソス』自費出版、1997年。
- 『ロレンソ修道士／千利休の切腹:見落とされたもう一つの理由／天正十九年(1591)の京:千利休の死』自費出版、1997年。
- （絶版）『日本学事始6巻 京都あちこち(下巻)』ときじく文庫、1997年。
- 『社会科って何だろう』自費出版、1996年。
- 『授業における教師の役割と教材構成』自費出版、1996年。
- （絶版）『日本学事始5巻 京都あちこち(中巻)』ときじく文庫、1996年。
- 『菅原道真、天神変身へのプロセス』自費出版、1995年。
- 『芭蕉の子か・二郎兵衛『覚書』』自費出版、1994年。
- （絶版）『日本学事始4巻 京都あちこち(上巻)』ときじく文庫、1992年。
- （絶版）『日本学事始3巻 戦争をするのも人間 戦争を阻止するもの人間』ときじく文庫、1990年。
- （絶版）『日本学事始2巻 日本の近代教育を考える』ときじく文庫、1987年。
- （絶版）『日本学事始1巻 物語の生成と発展』自費出版、1986年。
- （絶版）『人生の三視点から見た大伴家持の心象』ときじく文庫、1985年。
- 『原爆投下目標だった京都』京都教育大学附属高等学校、1985年。
- （絶版）『飛鳥・山田寺私見／額田王の娘・十市皇女レクイエム』ときじく文庫、1984年。
- （絶版）『硯・京の南蛮寺(小説)』自費出版、1983年。
- 『環境権教育』自費出版、1977年。

### 共著・監修・編集
- 井本伸廣・山嵜泰正編著『京都府謎解き散歩』新人物往来社、2012年。ISBN 978-4-404-04156-2。
- 『京都学を楽しむ』知恵の会編、勉誠出版、2010年。ISBN 4-585-22005-4。
- 『京都の地名 検証・3』京都地名研究会編、勉誠出版、2010年。ISBN 978-4-585-22000-8。
- 『京都の地名 検証・2』京都地名研究会編、勉誠出版、2007年。ISBN 978-4-585-05139-8。
- 『京都学の企て』知恵の会編、勉誠出版、2006年。ISBN 4-585-05140-6。
- 『京都の地名 検証』京都地名研究会編、勉誠出版、2005年。ISBN 978-4-585-05138-1。
- 山嵜泰正(文)・トゥーラ・モイラネン(絵)『なぜ鬼に豆をまくの？』綴り工房、2003年b。
- 『ぎょうじのゆらい』山嵜泰正監修、講談社〈えほん百科〉、2002年。ISBN 4-06-211545-X。
- 井本伸廣・山嵜泰正編著『京都府の不思議事典』新人物往来社、2000年。ISBN 4-404-02853-9。
- 山嵜喜市『散る桜残る桜も散る桜』山嵜泰正編、自費出版、1998年。